# Gregorio Agrigento
Gregorio Agrigento (San Cipirello, 8 febbraio 1935 – Partinico, 1º ottobre 2020) è stato un mafioso italiano, boss della cosca di San Giuseppe Jato.
Soprannominato Riolo o zu Gregorio, suo fratello Giuseppe è stato il noto capo mafia di San Cipirello, condannato all'ergastolo per associazione mafiosa e diversi omicidi.
Dopo il suo arresto il 28 luglio 1995, è stato rilasciato nel 2005. Durante l'operazione "Perseo" atta smantellare i componenti della Commissione provinciale, viene assolto perché non si è riuscito a ricondurre ad Agrigento le intercettazioni ottenute. 
Considerato uno dei fedelissimi dei Corleonesi, diventa capo della cosca di San Giuseppe Jato nel 2013 e si mette in contatto con Mariano Marchese, capo del mandamento di Villagrazia-Santa Maria di Gesù. Gli uomini a cui si affida però vengono intercettati e svelano la loro appartenenza mafiosa, quella di Gregorio Agrigento e di Marchese.
Da sempre considerato il principale esponente della famiglia mafiosa di San Cipirrello, era anche molto vicino ai Brusca di San Giuseppe Jato e a Riina.
Nel marzo del 2016 è stato arrestato dai carabinieri del Gruppo di Monreale durante l'operazione "Brasca-Quattro.Zero" e condannato in primo grado a 16 anni di reclusione. Alla sua morte nell'ospedale di Partinico, il questore di Palermo ha vietato i funerali pubblici, che si sono svolti al cimitero di San Cipirello.